# Telefonsteckdose (Österreich)

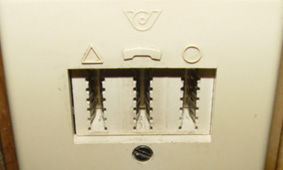
Kennzeichnung der Steckmöglichkeiten

Schaltung der Österreichischen Telefonsteckdose TDO

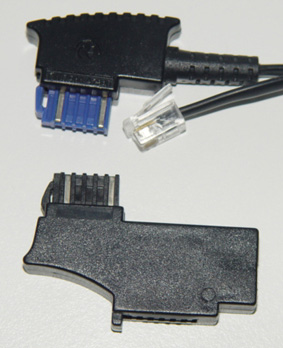
Größenvergleich RJ-11 gegen TST

Die Anschlusseinheiten des Telefonstecksystems (TSS) der Telekom Austria (TKA) bestehen aus der österreichischen Telefonsteckdose (TDO) und dem Telefonstecker (TST). Sie besitzen die folgenden Anschlüsse:
(Stecker von der Pinseite gesehen)
| Anschluss | Pin | Signal                                               | Farbe der Kabelader |
| --------- | --- | ---------------------------------------------------- | ------------------- |
| a         | 1   | Ankommende Signalader a (von der Vermittlungsstelle) | gelb (rot)          |
| E         | 2   | Erde                                                 | grün/gelb gestreift |
| W2        | 3   | Zweitwecker, zum Beispiel Tonrufzweitgerät           |                     |
|           | 4   | frei                                                 |                     |
| b         | 5   | Ankommende Signalader b (von der Vermittlungsstelle) | braun (schwarz)     |
| b1        | 6   | Abgehende Signalader b (zur nächsten Dose)           | schwarz (braun)     |
|           | 7   | frei                                                 |                     |
| F2        | 8   | Mithöranschluss                                      |                     |
| F2        | 9   | Mithöranschluss                                      |                     |
| a1        | 10  | Abgehende Signalader a (zur nächsten Dose)           | rot (gelb)          |

Im Vergleich zum sechspoligen deutschen System (Telekommunikations-Anschluss-Einheit, TAE) verfügt das österreichische über zehn Pole. Davon sind jedoch am normalen Festnetztelefon ohne Zusatzgeräte immer nur vier Stück beschaltet.
Bei der Telefonsteckdose besteht eine Prioritätenreihenfolge der einzelnen Geräte. Der linke Stecker (△ Dreieck, aktives Zusatzgerät) vor dem rechten Stecker (○ Kreis, passives Zusatzgerät) und zuletzt der mittlere Stecker (☏ Telefonhörer, Telefon) unterbrechen jeweils das in dieser Reihe spätere Gerät, sobald sie aktiv oder passiv Kommunikation aufbauen. Die Prüfung auf Normentsprechung der elektrischen Verschaltung der verwendeten Kabel und Endgeräte hilft bei der Fehlersuche.
Die Priorität:
1. (△ links) aktives Zusatzgerät (z. B. Fax): Ein Gerät, das selbsttätig abheben und bei Bedarf einen Ruf an nachgeschaltete Geräte simulieren kann.
2. (○ rechts) passives Zusatzgerät (z. B. Anrufbeantworter): Ein Gerät, das beim Abheben die nachgeschalteten Geräte nicht abtrennt und gegebenenfalls erkennen kann, ob dahinter abgehoben wurde.
3. (☏ Mitte) Telefon.

Früher gab es eine Vorschrift, dass ein Ruf unbedingt ankommen musste. Daher war bei einer Steckdosenschaltung (mehrere TDO hintereinandergeschaltet) ein Tonrufmodul in der letzten TDO zwingend notwendig: Wenn kein Telefon angesteckt war, klingelte also die Dose.